# Casey Motsisi
Casey Motsisi (* 1932 in Western Native Township, Johannesburg; † 1977; bürgerlicher Name Karobo Moses Motsisi; auch Casey Kid Motsisi) war ein südafrikanischer Journalist und Schriftsteller.

## Leben
Motsisi war Lehrer in Pretoria, bevor er 1954 als Journalist beim Magazin Drum angestellt wurde. Dort verfasste er unter anderem die Bugs-Kolumne, in der er anhand fiktiver Gespräche zweier Wanzen aktuelle Ereignisse humoristisch und satirisch beschrieb. Außerdem schrieb er die Kolumne On the Beat, die über das Leben in Sophiatown berichteten. Daneben war er Assistent von Can Themba, dem Chefredakteur des Drum-Ablegers Africa. 1962 wechselte Motsisi zur Zeitung The World, bevor er 1974 wieder zu Drum kam, wo er bis zu seinem Tod blieb.
Motsisi verfasste zahlreiche Kurzgeschichten, die überwiegend in Sophiatown spielen und das Leben in diesem Johannesburger Stadtteil – einschließlich der Gangsterszene und der Shebeens – porträtieren. Sich selbst nannte er The Shakespeare of the Shebeens. Bekannt wurde auch sein Gedicht The Efficacy of Prayer.

## Werke
- Casey & Co. Selected writings of Casey „Kid“ Motsisi. Herausgegeben von Mothobi Mutloatse. Ravan Press, Johannesburg 1978, ISBN 0-86975-088-7.